# Thiboutpolder
De Thiboutpolder is een polder ten zuiden van IJzendijke, behorende tot de Eiland- en Brandkreekpolders.
Oorspronkelijk onderdeel van de in 1546 bedijkte Jonkvrouwpolder, werd deze polder na inundatie in 1622, in 1648 opnieuw bedijkt. De 34 ha. metende polder werd ook wel Greniuspolder genoemd. De polder is vernoemd naar de opdrachtgever, Hendrik Thibaut, een Middelburgse regent die ambachtsheer was van Aagtekerke.
Het merendeel van de dijken die de polder omringden is geslecht, waardoor de polder in het landschap niet meer goed zichtbaar is.
Aan de zuidelijke en westelijke zijde wordt de polder begrensd door de Schorredijk en de Mollekotweg.